# Schlossbrauerei Ellingen
 (avril 2024).
Si vous disposez d'ouvrages ou d'articles de référence ou si vous connaissez des sites web de qualité traitant du thème abordé ici, merci de compléter l'article en donnant les références utiles à sa vérifiabilité et en les liant à la section « Notes et références ».
La Fürst Carl Schlossbrauerei Ellingen est une brasserie à Ellingen, dans le Land de Bavière.

## Histoire
La première mention documentée de la brasserie dans la commende de l'ordre Teutonique d'Ellingen daterait de 1690. On suppose qu'il y avait là une brasserie bien plus tôt. Vers 1690 la brasserie se situe à proximité de l'atelier du charron et du forgeron dans le parvis de l'ancien château. À cette époque, une pinte de bière se vend 5 pfennigs. Le personnel est payé non seulement en argent, mais aussi en nature.
Entre 1706 et 1716, la brasserie achetait sans doute également de la bière auprès d'autres brasseries en raison de la forte demande. En 1723, le maître brasseur Franz Keller construit le bâtiment de la brasserie actuel, sur la même longueur, en face du château précédemment construit. En 1750, il était prévu de démolir la partie centrale de l'aile de la brasserie et en 1785, une nouvelle brasserie était prévue. Rien ne fut appliqué.
En 1796, Ellingen est occupée par les troupes prussiennes, qui utilisent l'Ohmgeld pour introduire une taxe sur les boissons de 18 kreuzers par seau de bière ; ceci a un impact négatif sur la brasserie. En 1799, lors d'un examen de "rentabilité", l'Ordre Teutonique se plaint de la très mauvaise qualité du malt et du bois de brasserie, des prix d'achat et de vente et de la distribution gratuite de bière. En 1805, la brasserie reçoit une nouvelle touraille, demandée en 1795.
En 1799, une commission d'enquête qualifie la bière de très renommée. Le maître brasseur de l'époque est Franz Sedlmayr, le père du futur propriétaire de la brasserie munichoise Spaten, Gabriel Sedlmayr père.
Le roi de Bavière Maximilien Ier remercie son général Carl Philipp von Wrede en lui confiant Ellingen et lui lègue le complexe du palais et la brasserie d'Ellingen le 24 mai 1815.
Vers 1800, un dispositif de refroidissement spécial aurait été utilisé pour la première fois dans la Fürst Carl Schlossbrauerei à Ellingen. Johann Baptist Herrmann, professeur de brasserie à Nuremberg, souhaitait augmenter l'efficacité du refroidissement du moût (le moût se trouvait dans un bateau de refroidissement en bois et ne refroidissait donc que lentement) avec un tourniquet en bois qui met le moût en mouvement. Le mécanisme d'entraînement, qui est essentiellement celui d'une horloge de tour, est entretenu par le maître horloger local. Le dispositif de refroidissement Herrmann fonctionne avec succès pendant 47 ans.
La brasserie est membre fondateur de l'Association des brasseurs bavarois, fondée en 1880. En 1886, la touraille est agrandie. En 1890, une extension de la cave à glace est construite sur le prolongement nord-ouest de l'aile sud, démolie entre 1815 et 1820. La chambre froide de l'aile orientale est rénovée et la voûte prussienne est supprimée.
Les bâtiments et les extensions construits en 1945 modifient la façade sud de la brasserie au point que seul le bâtiment de l'entrée est inchangé par rapport au sud. En 1967, la tourelle du toit est démolie. Le pavillon de l'angle est a été transformé en Fürst Carl Bräustüberl en 1978. Le pavillon de l'angle ouest est utilisé comme administration et comme brasserie Fürst Carl.
En 2010, la Fürst Carl Schlossbrauerei est la première brasserie en Allemagne à utiliser des étiquettes 3D. Les caisses de la variété Fürst Carl Schlossgold sont accompagnées de lunettes stéréoscopiques.

## Production
La Fürst Carl Schlossbrauerei produit onze types différents de bière sous la marque Fürst Carl :
- Fürst Carl Schlossgold, export, 5,1 % vol.
- Fürst Carl Dunkel, 4,9 % vol.
- Fürst Carl Pils, 4,9 % vol.
- Fürst Carl Urhell, Vollbier, 4,9 % vol.
- Fürst Carl Kellerbier, export non filtrée, 5,1 % vol.
- Fürst Carl Radler, panaché, 2,7 % vol.
- Fürst Carl Winterbock, Starkbier, 7,5 % vol. (saison)
- Fürst Carl Josefibock, bock, 7,5 % vol. (saison)
- Fürst Carl Herbes Glück, pils, houblonné à froid, 5,2 % vol.
- Fürst Carl Franken Ale, Ale, houblonné à froid, 5,3 % vol.
- Fürst Carl Belle Saison, 5,2 % vol.

Outre la bière et les mélanges de bière, l'entreprise vend également des boissons non alcoolisées.
- Fürst Carl Limo Zitrone
- Fürst Carl Limo Orange
- Fürst Carl Apfelschorle
- Fürst Carl Eistee-Pfirsich
- Fürst Carl Johannisbeerschorle
- Fürst Carl Cola-Mix
- Fürst Carl ACE
- Fürst Carl Tafelwasser laut, gazéifié
- Fürst Carl Tafelwasser leise, sans acide carbonique

En outre, des bières spéciales avec leurs propres étiquettes sont brassées pour des auberges individuelles, comme l'auberge « Schwarzes Roß » à Hilpoltstein, où se trouve le musée de la ville. La « Dunkel » et la « Kellerbier » sont également brassées spécialement pour le monastère de Heidenheim.